# Iselmeletica
Iselmeletica is een geslacht van kevers uit de familie oliekevers (Meloidae).
Het geslacht is voor het eerst wetenschappelijk beschreven in 1966 door Kaszab.

## Soorten
Het geslacht omvat de volgende soort:
- Iselmeletica flabellicornis Kaszab, 1966